# Lucifugum
Lucifugum est un groupe de black metal ukrainien, originaire de Jytomyr.

## Biographie
Lucifugum est formé en 1995 à Jytomyr par Khlyst (Igor Naumchuk). Dans les débuts du groupe, Khlyst demeure en retrait, s'occupe de la composition et des paroles mais laisse Faunus (chant) et Bal-a-Myth (guitare et basse) jouer à sa place, jusqu'à ce qu'en 2002, Bal-a-Myth ne meure dans son sommeil et que Faunus ne quitte le groupe. Elena Naumchuk (alias Stabaath) intègre Lucifugum en 2004. Igor et Elena Naumchuk sont également les propriétaires du label Propaganda. Toujours en 2004, le groupe se délocalise à Mykolaïv.
En 2005 sort Vector33, le premier album studio du groupe mettant en vedette Stabaath, sur lequel elle s'occupe de la guitare, de la basse, et du chant. Depuis 2008, le groupe refuse les services d'un batteur de session et utilise une boite à rythmes. Au fil des années, le style musical de Lucifugum évolue. La première période du groupe peut être décrite comme black metal symphonique (1996-2000), remplacé progressivement par du thrash metal accompagné d'éléments de death metal (2001-2003), puis par du pur black metal depuis 2004.
Le 28 juillet 2014 sort un nouvel album intitulé Sublimessiah.

## Membres

### Membres actuels
- Khlyst (Igor Naumchuk) - chant (depuis 2014), paroles (depuis 1995), batterie (depuis 2008)[1]
- Stabaath (Elena Naumchuk) - chant (2004-2014), guitare, basse (depuis 2004)[1]

### Anciens membres
- Bal-a-Myth - guitare, basse (1995–2002 ; décédé en 2002)[1]
- Faunus - chant (1995-2001)[1]

## Discographie
- 1995 : Gates of Nocticula
- 1996 : Path of Wolf
- 1997 : Through the Indifferent Sky
- 1999 : On the Sortilage of Christianity
- 2000 : On Hooks to Pieces!
- 2001 : …and the Wheel Keeps Crunching…
- 2002 : Stigma Egoism
- 2003 : …Back to Chopped Down Roots
- 2003 : Sociopath: Philosophy Cynicism
- 2005 : Vector33
- 2005 : The Supreme Art of Genocide
- 2006 : Involtation
- 2007 : Sectane Satani
- 2008 : Acme Adeptum
- 2010 : Xa Heresy
- 2012 : Od Omut Serpenti
- 2014 : Sublimessiah
- 2016 : Agonia Agnosti
- 2018 : Infernalistica
- 2020 : Tri nity limb ritual